# منصور النجعي
منصور النجعي لاعب كرة قدم سعودي و يلعب في مركز حارس مرمى .
كانت بداياته مع نادي ضمك في الفئات السنية و الأهلي و لعب بعدها لأندية الحزم والقادسية وهجر ونادي الفيصلي و وقع مع نادي الباطن في عام 2016 و وقع مع نادي نجران مطلع عام 2018 .
كانت له مشاركات مع المنتخب السعودي حيث لعب مع المنتخب السعودي في كأس أمم آسيا 2004 .

## روابط خارجية
- منصور النجعي على موقع الاتحاد الدولي (مؤرشف)  (الإنجليزية)
- منصور النجعي على موقع قاعدة بيانات كرة القدم.إي يو (الإنجليزية)
- منصور النجعي على موقع ناشيونال فوتبول تيمز (الإنجليزية)
- منصور النجعي على موقع كووورة